# Parelwouw
De parelwouw (Gampsonyx swainsonii) is een kleine roofvogel uit de familie havikachtigen (Accipitridae). De wetenschappelijke naam is een eerbetoon aan de Engelse onderzoeker William Swainson.

## Kenmerken
Het is de kleinste roofvogel (20-23 cm) uit de Nieuwe Wereld.

## Verspreiding en leefgebied
Deze soort komt voor in savannelandschappen in Zuid-Amerika en telt drie ondersoorten:
- G. s. leonae: Nicaragua en noordelijk Zuid-Amerika.
- G. s. magnus: van westelijk Colombia tot westelijk Peru.
- G. s. swainsonii: van centraal Brazilië tot oostelijk Peru, Bolivia en noordelijk Argentinië.

## Status
De parelwouw heeft een groot verspreidingsgebied en daardoor alleen al is de kans op de status  kwetsbaar (voor uitsterven) uiterst gering. De grootte van de populatie wordt geschat op 0,5-5 miljoen volwassen individuen en gaat in aantal vooruit. Om deze redenen staat de parelwouw als niet bedreigd op de Rode Lijst van de IUCN.